# Rudolf Konrad (General)
Rudolf Karl Peter Georg Konrad (* 7. März 1891 in Kulmbach; † 10. Juni 1964 in München) war ein General der Gebirgstruppe der Wehrmacht. Er war der Gründervater des Kameradenkreises der Gebirgstruppe.

## Karriere
Am 10. Juli 1910 trat Konrad als Offizieranwärter dem 1. Feldartillerie-Regiment „Prinzregent Luitpold“ der Bayerischen Armee bei und nahm als Offizier am Ersten Weltkrieg teil. Am 18. Juni 1917 wurde er leicht verwundet. Während des Krieges erhielt Konrad beide Klassen des Eisernen Kreuzes, den Militärverdienstorden IV. Klasse mit Kriegsdekoration und mit Schwertern sowie das Verwundetenabzeichen in Schwarz.
In der Zwischenkriegszeit setzte er seine Karriere ohne Unterbrechung durch die Auflösung der Bayerischen Armee an verschiedenen Positionen hauptsächlich innerhalb der 7. (Bayerische) Division der Reichswehr sowie im Reichswehrministerium fort. Nach der Bildung der Wehrmacht stellte er im Oktober 1935 als Oberst das Gebirgsjäger-Regiment 100 auf. Ein Jahr später wechselte er als Erster Generalstabsoffizier (Ia) zum Gruppenkommando 2 nach Kassel. Nach dem „Anschluss Österreichs“ wurde er am 1. April 1938 zum Chef des Generalstabs des in Salzburg neuaufgestellten XVIII. Armeekorps ernannt, mit dem er als Generalmajor (seit 1. April 1939) bei Beginn des Zweiten Weltkriegs am Überfall auf Polen teilnahm. Im Februar 1940 wurde er Chef des Generalstabs der von General der Kavallerie Maximilian von Weichs geführten 2. Armee und nahm mit dieser am Westfeldzug teil.
Ab dem 5. November 1940 bekleidete Konrad den Posten des Verbindungsoffiziers des Heeres zum Oberbefehlshaber der Luftwaffe, Reichsmarschall Hermann Göring, und wurde am 1. Dezember 1940 zum Generalleutnant befördert.
Am 1. Dezember 1941 übernahm er kurzzeitig die kurz zuvor aus der 99. leichten Infanterie-Division neu gebildete 7. Gebirgs-Division. Am 19. Dezember 1941, während der Winterkrise, wurde Konrad von Hitler persönlich zum Kommandierenden General des in Südrussland stehenden XXXXIX. Gebirgskorps ernannt, das bis zu diesem Zeitpunkt von Ludwig Kübler kommandiert wurde, der zum Armeebefehlshaber im Mittelabschnitt aufrückte. Zum Jahreswechsel 1941/42 gab Konrad einen Befehl an seine Truppen heraus, in dem es u. a. hieß:

„Dem Führer und seinem Werk gehört unsere ganze Hingabe. Wir wollen es hüten und siegreich tragen durch das neue Jahr zum Heile Deutschlands.“

Am 20. April 1942, in einer Feierstunde anlässlich des Geburtstages von Hitler („Führergeburtstag“), lobte Konrad vor seinem versammelten Stab das „Feldherrngenie des Führers“:

„Es war das Feldherrngenie des Führers, welches die deutschen Heere von Sieg zu Sieg eilen ließ. Sein Verdienst war es, das Eindringen der bolschewistischen Horden nach Europa im richtigen Augenblick zu erkennen und den Stoß blitzschnell zu parieren. Diesem unbeugsamen Willen in äußerster Pflichterfüllung nachzueifern, was auch kommen mag, sei unser Gelöbnis am heutigen Geburtstag des Führers.“

Am 1. August 1942 erhielt Konrad das Ritterkreuz des Eisernen Kreuzes. Mit seinem Gebirgskorps nahm er anschließend als Teil der 17. Armee an der Schlacht um den Kaukasus teil, wo schwerste und verlustreiche Kämpfe zu bestehen waren. Im Jahr 1943 folgten erfolgreiche Abwehrkämpfe im sog. Kuban-Brückenkopf, bevor die Armee im Herbst auf die Krim zurückgezogen wurde.
In der Anlage zu einer Weisung des Generals vom 7. März 1943 heißt es:

„Die Juden sind unser Unglück. Die Juden sind das Unglück der Völker Russlands. Warum wir Krieg führen (Kampf gegen den Weltfeind – das Judentum).“

In seinem Befehlsbereich auf der Krim ab Ende Oktober 1943 ging er hart gegen Partisanen vor und ließ dabei ganze Ortschaften südlich der Linie Karassubasar – Suja vollkommen zerstören. Willig arbeitete der Antisemit Konrad auch mit SS- und Polizeiführern zusammen. (siehe auch Verbrechen der Wehrmacht).
Als Kommandierender General des XXXXIX. Gebirgskorps hatte Konrad ab Herbst 1943 den Befehl über den Nordteil der Halbinsel mit der besonders gefährdeten Landenge von Perekop. Dort setzten die Sowjets dann auch ihren Großangriff an, der am 8. April 1944 begann. Es gelang Konrad, die Masse seiner Truppen auf die Festung Sewastopol zurückzuführen, nicht zuletzt deshalb, weil er vorsorglich einen solchen Rückzug hatte vorbereiten lassen. Wenige Tage vor dem Ende des Kampfes der deutschen und rumänischen Truppen um Sewastopol wurde Konrad am 10. Mai 1944 auf Befehl Hitlers als Kommandierender General abberufen und musste sich bald darauf einem kriegsgerichtlichen Ermittlungsverfahren stellen. Konrad wurde jedoch freigesprochen und rehabilitiert.
Im Oktober verlor Konrad seinen 1923 geborenen Sohn Eberhard, der als Leutnant an der Murmansk-Front fiel.
Ab dem 4. Dezember 1944 wurde Konrad wieder verwendet und erhielt in der mittlerweile in Ungarn kämpfenden Heeresgruppe Süd das Kommando über den Ausbau der sog. „Margarethen-Stellung“. Am 27. Januar 1945 wurde Konrad Kommandierender General des LXVIII. Armeekorps der 2. Panzerarmee, die zwischen Plattensee und Drau ihre Frontlinie hielt. Das Korps führte er bis zur Kapitulation im Mai 1945 in Österreich. Am 8. Mai 1945 geriet er in Kärnten in englische Kriegsgefangenschaft, aus der er 1947 wieder entlassen wurde.

## Traditionspflege
1952 rief Konrad den „Kameradenkreis der Gebirgstruppe“ ins Leben. Im selben Jahr lud der „Kameradenkreis“ erstmals zum Pfingsttreffen. Seitdem versammeln sich die einstigen Gebirgsjäger alljährlich zum Gedenken an die gefallenen Kameraden. Anfangs traf man sich vor der Feldherrnhalle in München zum „Tag der Treue“, seit 1957 an einem, vom „Kameradenkreis“ eigens zu diesem Zweck errichteten, Kriegerdenkmal auf dem Hohen Brendten bei Mittenwald zur „Brendtenfeier“.
Bereits zwei Jahre vor Gründung der Bundeswehr, am „Tag der Treue“ im Mai 1953, erwartete man zukunftsfroh die Wiederbewaffnung und sprach von einer „neuen Wehrmacht“. Vor den 10.000 Gebirgssoldaten in München hoffte (sic!) Konrad, „daß in der neuen Schale die gleichen Männer, die alten Soldaten stecken, die einst Kraft und Ruhm des deutschen Heeres und Stolz des deutschen Volkes waren.“
Am 13. Juni 1966 wurde die Kaserne der Bundeswehr in Bad Reichenhall nach dem General der Gebirgstruppe Rudolf Konrad benannt. In der Festschrift »25 Jahre Gebirgsjägerbataillon Bad Reichenhall zum Tag der Gebirgsjäger am 4. Juli 1982« heißt es dazu:

„Mit der Namensgebung wurde ein Mann geehrt, der hervorragend die Tugenden in seiner Person vereinigte, die den soldatischen Führer ausmachen: Hoher Persönlichkeitswert, umfassender Geist, militärisches Können und tiefe Menschlichkeit.“

Im April 2012 kündigte das Bundesministerium der Verteidigung jedoch eine Umbenennung an. Die Kaserne heißt seit dem 1. August 2012 Hochstaufen-Kaserne, um die Verbundenheit der Gebirgsjäger mit der Region zu betonen.

## Veröffentlichung
Kampf um den Kaukasus, Copress-Verlag Hoffmann & Hess, München, o. Jg.